# Célia Helena
Célia Camargo Silva, mais conhecida como Célia Helena (São Paulo,13 de março de 1936 — São Paulo, 29 de março de 1997), foi uma atriz, diretora de teatro e pedagoga brasileira. Filha de Octaviano Raymundo Silva e Lygia Camargo Silva.
Popular por seu trabalho como atriz em televisão e cinema, foi no teatro paulistano que consolidou sua carreira, contracenando com atores como Paulo Autran e Cacilda Becker. Célia Helena foi uma atriz de carreira teatral sólida, reconhecida e consistente, fazendo parte da história do teatro brasileiro ao participar ativamente das bases que influenciariam a prática cênica até o período contemporâneo: o Teatro de Arena, o Teatro Oficina, o Teatro Cacilda Becker, a Cia. Rubens de Falco, entre outros. Além disso, formou toda uma geração de artistas em sua escola, na qual fazia questão de dar atenção dedicada a todos os alunos.
Fundou o Teatro-escola Célia Helena (TECH), em São Paulo no ano de 1977. O Célia Helena Centro de Artes e Educação tornou-se um dos mais tradicionais centros de formação de atores do país, integrando Escola Superior de Artes Célia Helena (ESCH) em 2008, contando atualmente com cursos de Pós-Graduação Lato Sensu e Mestrado Profissional em Artes da Cena. 
Célia morreu dias depois de completar 61 anos, no Hospital Albert Einstein, onde estava internada desde 6 de março para uma cirurgia de um câncer raro, que ataca as paredes dos vasos sanguíneos.
Teve duas filhas: a atriz e bailarina Elisa Ohtake, com Ruy Ohtake, e a atriz e diretora teatral Lígia Cortez, com Raul Cortez. Ela era espírita.

## Carreira

### Na televisão
| Ano  | Título                 | Personagem      | Notas                      | Emissora          |
| ---- | ---------------------- | --------------- | -------------------------- | ----------------- |
| 1968 | O Décimo Mandamento    | —               |                            | Rede Tupi         |
| 1970 | Tilim                  | Lavínia         |                            | Rede Record       |
| 1971 | Editora Mayo, Bom Dia  | Alice           |                            | Rede Record       |
| 1971 | Pingo de Gente         | Marta Magalhães |                            | Rede Record       |
| 1971 | Quarenta Anos Depois   | Isaura Candeia  |                            | Rede Record       |
| 1972 | O Príncipe e o Mendigo | Lady Saint John |                            | Rede Record       |
| 1975 | Vila do Arco           | Severina        |                            | Rede Tupi         |
| 1976 | Canção para Isabel     | Maria Carolina  |                            | Rede Tupi         |
| 1981 | Brilhante              | Regina          |                            | Rede Globo        |
| 1982 | Campeão                | Ester           |                            | Rede Bandeirantes |
| 1983 | Sabor de Mel           | Isolina         |                            | Rede Bandeirantes |
| 1983 | Casal 80               | Cida            |                            | Rede Bandeirantes |
| 1984 | Partido Alto           | Izildinha       |                            | Rede Globo        |
| 1985 | Jogo do Amor           | Cida            |                            | SBT               |
| 1987 | Direito de Amar        | Berenice        |                            | Rede Globo        |
| 1987 | Mandala                | Ceres Silveira  |                            | Rede Globo        |
| 1995 | Você Decide            | —               | Episódio: "O Grande Homem" | Rede Globo        |

### No cinema
| Ano  | Título             | Papel     |
| ---- | ------------------ | --------- |
| 1953 | Fatalidade         |           |
| 1954 | Chamas no Cafezal  |           |
| 1954 | Floradas na Serra  | Turquinha |
| 1971 | Cordélia, Cordélia | Pregadora |
| 1973 | A Virgem           | Inês      |
| 1973 | O Anjo Loiro       | Helena    |
| 1975 | O Predileto        | Orminda   |
| 1982 | Das Tripas Coração | [ 5 ]     |

### No teatro[6]
- 1953 - Inimigos Íntimos - TBC (Rio de Janeiro)
- 1955 - OsTrês Maridos de Madame - Teatro Leopoldo Fróes
- 1955 - O Prazer da Honestidade - Teatro de Arena
- 1955 - A Ilha dos Papagaios - Teatro Maria Della Costa
- 1956 - Não te Assusta Zacharias! - Teatro Maria Della Costa e viagem ao RS
- 1957 - Tragédia para Rir - Teatro da Federação Paulista de Futebol
- 1957 - Quando Éramos Casados
- 1958 - Matar - TBC
- 1958 - Do Outro Lado da Rua - TBC
- 1958 - O Marido Confundido - TBC
- 1959 - Com o Teatro Cacilda Becker, no Brasil e em Portugal, participou das produções: Os Perigos da Pureza, Maria Stuart, A Dama das Camélias, O Auto da Compadecida, O Santo e a Porca, Santa Martha Fabril S.A.
- 1960 - Boca de Ouro - Teatro da Federação Paulista de Futebol
- 1961 - A Vida Impressa em Dólar - Teatro Oficina
- 1961 - José do Parto à Sepultura - Teatro Oficina
- 1962 - Um Bonde Chamado Desejo - Teatro Oficina
- 1962 - Todo Anjo é Terrível - Teatro Oficina
- 1963 - Os Pequenos Burgueses - Teatro Oficina
- 1964 - Andorra - Teatro Oficina
- 1964 - Quatro num Quarto - Teatro Oficina
- 1964 - Festival de Atlântida - com o repertório do Teatro Oficina
- 1965 - Os Inimigos - Teatro Oficina
- 1967 - O Estado Militarista, ou A Saída, Onde Fica a Saída? - Teatro Opinião, RJ
- 1967 - Círculo de Giz Caucasiano - Teatro de Arena
- 1968 - Um Dia na Morte de Joe Egg - Teatro Bela Vista
- 1968 - As Moças - Teatro Cacilda Becker
- 1968 - O Clube da Fossa - TBC
- 1969/70 - O Balcão - Teatro Ruth Escobar
- 1972 - Panorama Visto da Ponte - Teatro Cacilda Becker
- 1972 - Sambão Didático - Projeto Monteiro Lobato, em escolas
- 1973 - E Deus Criou a Varoa - Projeto Monteiro Lobato, em escolas
- 1974/75 - Autos Sacramentais - Teatro Ruth Escobar e excursão à França, Irã e Itália
- 1976 - Pano de Boca - Teatro Treze de Maio
- 1976 - Sétima Morada - Teatro Ruth Escobar, escolas da Capital e do Estado, e igrejas
- 1977 - Libel e a Sapateirinha - Teatro Célia Helena (inauguração, horário infantil)
- 1977 - O Casamento de Natalina - Teatro Célia Helena (inauguração, horário adulto)
- 1978 - A Missa do Vaqueiro - Teatro MEC-Funarte
- 1980 - A Nonna - Teatro Anchieta
- 1982 - Numa Nice - Teatro Anchieta
- 1983 - Rock and Roll
- 1984 - Oi Vento... Tudo Bem? - Teatro Célia Helena
- 1988 - Pegando Fogo lá Fora - Teatro de Cultura Artística
- 1990/91 - Os Pequenos Burgueses - Teatro Procópio Ferreira e teatros estaduais do Brasil
- 1991 - Laços Eternos - Teatro Ruth Escobar
- 1992 - Luar em Preto e Branco - Teatro Hilton

### Prêmios
1963
- Prêmio Governador do Estado e Prêmio APCA (Ass. Paulista de Críticos de Arte) por Pequenos Burgueses, de Máximo Gorki

1964
- Melhor Atriz - Festival de Atlântida
- Prêmio Governador do Estado e Prêmio APCA (Ass. Paulista de Críticos de Arte) de Melhor Atriz por Quatro num Quarto, de Valentin Kataiev

1968
- Prêmio Governador do Estado e Prêmio APCA de Melhor Atriz por As Moças, de Isabel Câmara
- Prêmio Governador do Estado de Melhor Atriz Coadjuvante por O Clube da Fossa, de Abílio Pereira de Almeida

1969
- Prêmio Governador do Estado e Prêmio APCA de Melhor Atriz Coadjuvante por O Balcão, de Jean Genet

1976
- Prêmio Molière e Prêmio APCA de Melhor Atriz por Pano de Boca, de Fauzi Arap

1986
- Prêmio Mambembe, Prêmio APCA, Prêmio APETESP e Prêmio Governador do Estado por Pedro e o Lobo